# Kupferberg-Pass
Der Kupferberg-Pass (englisch Kupferberg Pass) ist ein Gebirgspass im Khomashochland auf der Hauptstraße C26 zwischen der Farm Göllschau im Westen und Windhoek im Osten in der Region Khomas in Namibia. Er gilt mit einer Höhe von 2050 m als höchster Straßenpass des Landes. Seine durchschnittliche Steigung beträgt acht Prozent.
Über den Pass führt das jährliche Radrennen Desert Dash.
In der Fliegerei, nach den Regeln des Sichtfluges, ist der Kupferberg-Pass ein obligatorischer Ein- und Ausflug- beziehungsweise Meldepunkt des Flughafens Eros.